# Asepsis

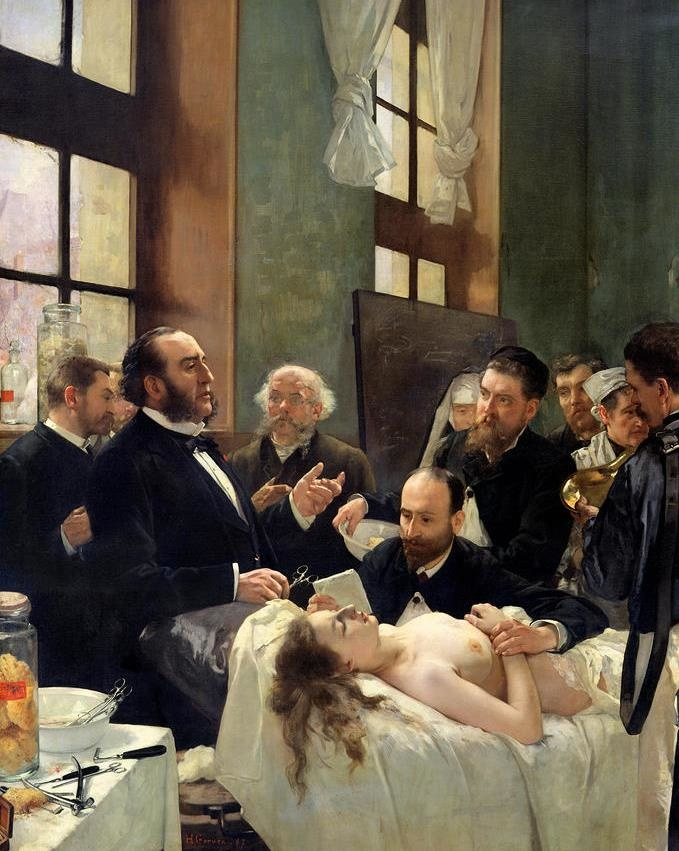
Operatie in de 19e eeuw
schilderij van Henri Gervex

Asepsis is het elimineren van besmettingen zoals van bacteriën, virussen, schimmels en parasieten uit het werkveld van de chirurgie of de geneeskunde om zo infecties te voorkomen. Ideaal is een werkveld dat steriel is, dus vrij van alle vormen van besmetting, maar deze situatie is echter lastig te bereiken.
De eerste stap in asepsis is volgens Hippocrates van Kos de persoonlijke hygiëne. Het eerste moderne concept van asepsis verscheen in de 19e eeuw. Ignaz Semmelweis toonde aan dat het wassen van handen vlak voor een bevalling de kans op kraamvrouwenkoorts sterk verminderde. Daarna hebben Louis Pasteur en Joseph Lister er veel aan bijgedragen, het belang van asepsis in de chirurgie te onderkennen. Joseph Lister gebruikte fenol als een antiseptisch middel. Lawson Tait introduceerde principes en manieren voor asepsis die nog steeds relevant zijn. Ernst von Bergmann introduceerde de autoclaaf, een apparaat dat kon worden gebruikt om medische instrumenten steriel te maken.
De technieken die tegenwoordig worden gebruikt bestaan uit een serie van stappen die elkaar ondersteunen. Belangrijk is en blijft goede hygiëne. Er zijn specifieke richtlijnen voor werkgebieden en patiënten die een operatiekamer worden binnengebracht. Antibiotica zijn vaak niet nodig in een schone werkomgeving, waar geen infectie kan plaatsvinden.

## Websites
- Asepsis and antisepsis
- R Hartline. 1.39: Control of Microbial Growth. Voor Libre Texts Biology